# Juin 1812

## Événements

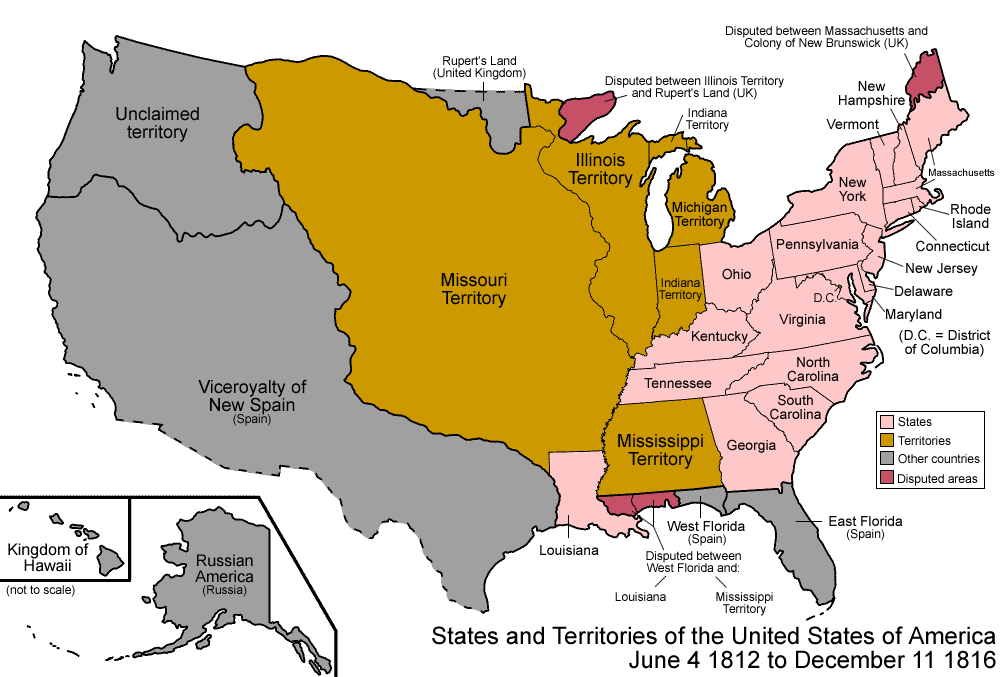
4 juin 1812 - 11 décembre 1816

- France : Napoléon fait transférer le pape de Savone à Fontainebleau pour vaincre sa résistance sur l’adoption des décisions du concile de Paris (1811).
- Début de la colonisation du Zuurveld en Afrique du Sud (aujourd'hui district d’Albany)[1]. Fondation du fort de Grahamstown[2].

- 1er juin, Guerre de 1812 : le Président James Madison demande au Congrès des États-Unis de déclarer la guerre à la Grande-Bretagne.

- 2 juin :
  - Accord secret austro-russe[3].
  - France : Napoléon promulgue une constitution libérale.

- 4 juin :
  - Mexique : victoire des insurgées à la bataille de Zitlala[4].
  - États-Unis : le Territoire de Louisiane, portant le même nom qu'un État, devient le Territoire du Missouri[5].

- 8 juin : début du ministère tory Robert Banks Jenkinson, comte de Liverpool (en), Premier ministre du Royaume-Uni[6] (fin en 1827).

- 12 juin, France : le docteur Claraz sauve la vie du pape Pie VII à l'hospice du Mont-Cenis, alors qu'il venait de recevoir l'extrême-onction.

- 18 juin, Guerre de 1812 : les États-Unis déclarent la guerre au Royaume-Uni (fin en 1815), décision provoqué par l’opposition de la Grande-Bretagne à tout commerce entre les États-Unis et la France et à l’arraisonnement de navires Américains qui font le commerce avec la France par les Britanniques[7].

- 19 juin, États-Unis, frontière St. Lawrence-Lac Champlain : les Américains repoussent une attaque Britannique à Sackets Harbor (New York).

- 20 juin, France : le pape Pie VII arrive au château de Fontainebleau (lors de son transfert secret de Savone à Fontainebleau) accompagné de son médecin chirurgien, le docteur Balthazard Claraz. Le souverain pontife y resta enfermé pendant les dix-neuf mois que dura sa captivité.

- 24 - 25 juin : Napoléon franchit le Niémen[8] et envahit la Russie à la tête de 450 000 hommes. Début de la campagne de Russie. Napoléon s’enfonce en Russie sans parvenir à détruire l’armée russe qui parvient toujours à se replier. Il occupe Moscou puis se retire. 40 000 hommes seulement rentreront en France[9].

- 28 juin :
  - Napoléon entre à Vilna[10].
  - Confédération de Varsovie[11]. Napoléon accepte l’idée de Tadeusz Matuszewicz (pl) (1765-1819) d’une confédération de la szlachta, qui déclare la restauration du royaume de Pologne, auquel adhère la Lituanie insurgée. La campagne menée par Napoléon fait naître chez les Polonais l’espoir d’une restauration complète de leur pays. Ils apportent à la Grande Armée un corps de près de 100 000 hommes. Leur chef, Józef Poniatowski, trouve une mort héroïque en couvrant la retraite des Français après Leipzig (octobre 1813).

## Naissances
- 9 juin :
  - Hermann von Fehling (mort en 1885), chimiste allemand.
  - Johann Gottfried Galle (mort en 1910), astronome allemand.
- 12 juin : Edmond Hébert (mort en 1890), géologue français.

## Décès
- 1er juin : Richard Kirwan (né en 1733), scientifique irlandais.
- 16 juin : Franz Pforr, peintre allemand (° 5 avril 1788).
- 21 juin : Johann Friedrich August Tischbein, peintre allemand (° 9 mars 1750).